# Programmation architecturale
Pour les articles homonymes, voir Programmation (homonymie) et prog.
 (mars 2014).
Si vous disposez d'ouvrages ou d'articles de référence ou si vous connaissez des sites web de qualité traitant du thème abordé ici, merci de compléter l'article en donnant les références utiles à sa vérifiabilité et en les liant à la section « Notes et références ».
La programmation architecturale et technique est une pratique professionnelle qui s'inscrit parmi les études préalables aux études d'architecture et qui a pour objectif de permettre à une maîtrise d'ouvrage d'exprimer les objectifs ainsi que divers paramètres (usages, calendrier, budget, cadre de vie, environnement, exploitation-maintenance) du projet immobilier dont elle a la charge.
Les études de programmation architecturale permettent ainsi la « mise en place des conditions appropriées de dialogue et de réflexion entre les acteurs d’une opération, au service d'un projet », démarche qui passe par « un travail de coordination entre différentes expertises (…),d’écoute et de médiation auprès (…) usagers, d’analyse et de synthèse des enjeux du projet, et par la formalisation écrite des décisions et débats autour du projet afin d’assurer la mémoire de ce projet et sa « traçabilité » ».
Étant donné que près de 75%, des personnes exerçant ce métier travaillent pour au sein de structures privées (généralement) ou publiques, œuvrant elles-mêmes pour le compte de maîtrises d'ouvrage dans le cadre de prestations d'études associées à chaque projet, l'on peut considérer que ce métier entre dans la catégorie des métiers d'assistance à la maîtrise d'ouvrage.
La personne qui exerce ce métier en France est le « programmiste », terme forgé pour se distinguer du programmeur dont le métier concerne le développement de programmes informatiques. Le terme de « programmeur » ou « programmateur » a été utilisé lors des premières réflexions au sujet du métier, dans les années 70 et 80 avant de se stabiliser.
Enfin, la programmation architecturale doit être distinguée de la programmation urbaine qui, bien que partageant une partie méthodes (issues des sciences humaines et sociales) ou des formations, se différencie par son domaine d'application.

## La programmation architecturale: définition et application

### Définition de la pratique professionnelle
D'après la Mission Interministérielle pour la Qualité des Constructions Publiques (MIQCP), une étude de programmation a pour vocation de s'établir à cheval entre  :
- les études « préopérationnelles », qui « rassemblent l’ensemble des études préalables nécessaires à la définition du projet de construction du maître d’ouvrage (études d’opportunité, recherche de site, faisabilité,...) et aboutissent à la constitution d’un préprogramme posant l’ensemble des bases de définition de l’opération de construction »,
- et les études « opérationnelles », qui, du moins en programmation « donnent lieu à la rédaction du document programme, et au suivi de la commande grâce à l’adéquation programme/projet ».

La rédaction du préprogramme et du programme constituent donc des moments pivots des études de programmation, mais cependant ont des statuts différents. Ainsi, la rédaction du préprogramme, ainsi que les arbitrages afférents, correspond au moment où la maîtrise d'ouvrage prend la décision d'engager l'opération ou non : « Produire un préprogramme et le valider, c’est asseoir l’opération sur des bases solides. Le remettre en cause ultérieurement, c’est changer le sens de l’opération. Se passer d’en rédiger un, c’est prendre le risque d’ouvrir la porte à de multiples interrogations et atermoiements (...) ». Le programme quant à lui, s'inscrit dans la continuité de la décision de construire, et alimente le processus de désignation d'un maître d'oeuvre.
Il s'avère que, dans la pratique, ce qui est considéré par les maîtrises d'ouvrages comme relevant généralement de la programmation comprend les études « préopérationnelles » et qu'une partie seulement des études « opérationnelles », jusqu'à la production du programme. Ainsi, environ un tiers des maîtres d'ouvrages publics reconnaissent prolonger les missions de prestataires, généralement programmistes, au-delà du concours, et environ un tiers ne le font jamais, l'autre tiers agissant selon les circonstances.

### Domaines d'application en France
La loi relative à la maîtrise d'ouvrage publique et à ses rapports avec la maîtrise d'œuvre privée (dite « loi MOP ») de 1985 donne obligation aux maîtres d’ouvrage publics de rédiger un « programme » préalablement à la consultation visant au recrutement d'un maître d’œuvre. Cette loi dispose que le programme :
- décrit et explicite « les objectifs de l'opération et les besoins qu'elle doit satisfaire ainsi que les contraintes et exigences de qualité sociale, urbanistique, architecturale, fonctionnelle, technique et économique, d'insertion dans le paysage et de protection de l'environnement, relatives à la réalisation et à l'utilisation de l'ouvrage »
- constitue un des éléments du cadre de la dévolution de la maîtrise d’œuvre,
- est déterminé conjointement à une estimation du coût de l’opération, et qu’il peut évoluer au fur et à mesure des études de conception, jusqu’à la fin des études d’avant-projet.

Au cours des réformes de la commande publique, la loi MOP a été abrogée mais son contenu est intégrée quasiment tel quel dans le code de la commande publique : les dispositions régissant le programme sont toujours en vigueur . À noter que la loi Loi portant évolution du logement, de l'aménagement et du numérique (dite « loi ELAN ») de 2018 exonère du suivi des dispositions de loi MOP les bailleurs sociaux et les CROUS, ainsi que les opérations dépassant la réglementation thermique en vigueur. Ce sont les rares projets publics pouvant s'exonérer de l’écriture d'un programme en tout cas d'un point de vue purement réglementaire, dans la mesure où la conception du bâtiment sans programme ne permet au maître d'oeuvre de discerner précisément le périmètre de sa mission et les exigences techniques et fonctionnelles associées.
Il pourrait être pensé qu’une structure ne puisse être programmiste et maître d’œuvre d’une opération du seul fait des dispositions de la loi MOP. Cette idée est battue en brèche par Jacques Cabanieu, directeur de la MIQCP au début des années 2000, qui indique que « La difficulté vient plutôt en fait du code des marchés publics selon lequel une personne ayant participé à la programmation est trop avantagée en cas de mise en concurrence ». Cette idée semble toutefois contraire à la déontologie en vigueur, et est clairement en opposition aux règles de la seule organisation représentative des programmistes.
Ainsi, l'on peut résumer la raison de la naissance de la programmation en France par :« une double contrainte réglementaire : le maître d'ouvrage est responsable de la réalisation du programme de ses bâtiments tandis que la phase de programmation doit être distincte de la phase de conception ».
Tous les secteurs relevant des compétences de la personne publique sont concernés. La réalisation d'études de programmation est considérée comme "régulière" pour près des deux tiers des maîtrises d'ouvrages publiques en charge d'opérations de bâtiments, et seules un dixième d'entre elles environ reconnaissent ne pas y faire appel.
La profession de programmiste est aujourd'hui reconnue et défendue en France par un syndicat professionnel[source secondaire souhaitée] : le SYPAA, Syndicat des Programmistes en Architecture et Urbanisme.
Des sociétés privées font également appel à la démarche de programmation dans le cadre de leurs projets immobiliers, ce qui « découle d’une volonté d’organisation liée aux enjeux et à la nécessité de réussir ». Aucun outil ne permet de connaître la proportion de projets de maîtrises d'ouvrages privées faisant recours à la programmation. Celle-ci semble toutefois croissante.

### Domaines d'application à l'étranger
La programmation architecturale en tant que champ professionnel reconnu par un syndicat professionnel est une spécificité française, liée aux dispositions légales de la loi MOP et de la commande publique décrites précédemment. Cependant, la pratique de la programmation architecturale existe  ailleurs dans le monde, en témoigne la notion de « brief » utilisée dans le monde anglophone, désignant la même chose qu'un programme, aussi bien pour des constructions publiques que privées. Citons également que les ouvrages de références dans le monde sur ce domaine ont été publiés aux USA.

## Histoire de la programmation architecturale en France

### Une formalisation dans les années 1970
La formalisation de programmes et la pratique professionnelle associée existe implicitement depuis un temps si lointain qu'il apparaît difficile à dater. Au cours des XIXe siècle et XXe siècle s'est opérée en France une rationalisation de la pensée et de l'action autour du projet architectural et du projet urbain, qui s'est notamment traduite dans les années 1960 par l'apparition de la démarche de programmation urbaine. La programmation architecturale en tant que pratique professionnelle pensée et nommée comme telle apparaît en France sous la férule de François Lombard, architecte et ingénieur, qui a travaillé auprès de Christopher Alexander à Berkeley, puis qui a été conseiller technique du directeur de l'architecture au Ministère de la Culture. Ce parcours  lui a permis de développer une méthode de programmation architecturale qui a été pour la première fois utilisée lors du management du projet du centre Georges-Pompidou, dans les années 1970.
François Lombard donne alors à la programmation, le rôle d'« assurer une continuité entre les objectifs initiaux et le résultat final, le respect de la qualité, du coût et des délais au niveau de la construction, la participation des futurs utilisateurs et usagers à l’élaboration de l’ensemble, les meilleures conditions de recherche pour la conception architecturale » . Il considère que le seul dialogue entre un maître d'ouvrage et un maître d'œuvre ne permet par d'assurer l'ensemble de ces questions. Ce sont ces objectifs que l'on retrouvera en partie dans la loi MOP promulguée environ 10 ans plus tard.
La pratique de la programmation s'inscrit en filiation avec les « design methods » telles qu'établies par des chercheurs tels que Nigel Cross et Christopher Alexander, auxquelles l'on peut rattacher l'économiste Herbert Simon. Cette approche considère que la résolution de problèmes complexes est une gageure : il s'agit non pas de trouver la solution la plus satisfaisante mais la plus « satisficing » — ce mot-valise désigne l'arbitrage complexe vers une solution qui soit certes satisfaisante (« satisfying ») mais aussi dont les moyens alloués à l'investigation vers cette solution soient supportables (« sufficing »). Ces réflexions ont abouti à la théorisation d'un processus de design par boucles de rétroaction  : une solution est mise au point sur la base d'hypothèses de départ, testée, et les résultats sont censés modifier les hypothèses de départ.
Ainsi, la méthode de François Lombard, présentée dans divers articles de revues professionnelles dans les années 1970, prend une acception particulière des approches de design : le processus y est séquentiel, prend l'hypothèse implicite d'un jeu d'acteur entre un maître d'ouvrage unique et fort, des utilisateurs coordonnées, un maître d'œuvre à l'écoute, en l'absence d'autre partenaires. Cette situation semble être un cas particulier de projet, par rapport à des projets portés par des collectivités territoriales, où les financeurs et partenaires peuvent être multiples, et les relations avec les utilisateurs complexes.

### Une stabilisation dans les années 1980, une professionnalisation dans les années 1990
La réforme de l'ingénierie publique qui a eu lieu dans les années 1970 à 90, se matérialisa par la loi sur l'ingénierie de 1973, la loi MOP de 1985 et par différentes réformes du droit de la commande publique. La loi MOP consacra le terme de programmation architecturale, qui a alors été identifiée comme une façon de « sortir d’une production architecturale standardisée et comme un moyen de contrôler les différentes étapes d’un projet [architectural] ».
Le décret d'application de la loi MOP fut promulgué à la fin de 1993, c'est dès lors que l'obligation de réalisation de programme fut établie pour les maîtrises d'ouvrages publiques. Le SYPAA, Syndicat des Programmistes en Architecture et Urbanisme, fut créé dans la foulée de cette promulgation, en 1994.

## La formation de programmiste en architecture en France
Diverses écoles d'architecture ont délivré des diplômes de formation à la programmation. L'Ecole d'architecture Paris-Villemin (ex-UP1, aujourd'hui École nationale supérieure d'architecture de Paris-Val de Seine) délivrait un Certificat d’Études Approfondies en Architecture en « Programmation et maîtrise d'ouvrage publique » dans les années 1990.
De 2001 à 2015, l'Institut d'Urbanisme de Paris (IUP) dispensait un DESS en Programmation Architecturale et Urbaine puis un Master en Urbanisme et Territoires, dont la dénomination varia, portant une spécialité en Programmation Architecturale et Urbaine. Cette formation a disparu lors de la fusion entre l'Institut d'Urbanisme de Paris et de l'Institut Français d'Urbanisme (IFU) aboutissant à la création de l’École d'Urbanisme de Paris (EUP).
Aujourd'hui, la liste des formations existantes en France est établie par le SYPAA. Plus aucune de ces formation en programmation architecturale n'est dispensée conjointement ou en complément des formations en architecture. Par ailleurs, plus aucune des formations en programmation architecturale listées par le SYPAA n'est destinée des étudiants en formation « formation initiale ». La seule formation initiale est dispensée par l'Ecole d'Urbanisme de Paris, mais elle concerne la programmation urbaine, pratique professionnelle cousine mais sensiblement différente par ses méthodes et ses finalités. Les autres formations sont continues, destinées à des professionnels ou des personnes diplômées en voie de spécialisation.
Il doit être noté que le contenu d'une formation universitaire telle que « D-Praug », dispensée par l'EUP, l'ENSAPLV et l'EIVP met à profit de nombreux concepts issus des Sciences Humaines et Sociales : usages, évaluation, participation, jeu d'acteurs. De plus, la formation de l'IUP qui existait jusqu'en 2015 était destinée à des étudiants en train de préparer un Master d'Urbanisme. Ainsi, il n'est pas rare de rencontrer au sein des professionnels de la programmation des urbanistes, géographes, ergonomes, historiens, sociologues. D'après Jodelle Zetlaoui-Léger, une des seules chercheuses à avoir travaillé sur la programmation en France dans les décennies 2000 à 2020, près de 45 % des programmistes en architecture en France correspondent à ce profil disciplinaire, tandis que 20 % relèvent de l'architecture et 35 % environ relèvent des "Sciences et techniques", c'est-à-dire de l'ingénierie et plus spécifiquement de la conduite d'opération en bâtiment.

## La méthodologie générale
La réalisation d'une étude de programmation n'obéit à aucun cadrage précis de quelque nature que ce soit - législatif, réglementaire ou issu d'organisations professionnelles. Néanmoins la MICQP et l'INRS ont publié des guides méthodologiques qui sont vraisemblablement les sources principales à ce sujet en France.
Notons que deux publications importantes aux éditions du Moniteur en 2021, l'un sur les démarches de programmation architecturale, l'autre sur la programmation urbaine.
Par ailleurs, si la petitesse du marché des programmistes n'a que jusque très récemment pas intéressé les éditeurs de logiciels, le développement de la profession a permis de voir émerger des solutions spécifiquement adaptées, avec pour vocation d'aider les programmistes dans leur travail (et non les maîtres d'ouvrage à se passer de programmistes).

### Phase des études «préopérationnelles»
La MICQP recommande que, préalablement au recrutement (ou au missionnement en interne, le cas échéant) d'un programmiste, la maîtrise d'ouvrage prenne un « temps de gestation du projet », qui peut être l'occasion de réaliser des études techniques ou organisationnelles qui alimenteront l'étude de programmation. À la suite de cela, l'étude préopérationnelle a pour but d'examiner les paramètres du projet : son site, ses objectifs, son « projet de vie » détaillé en les activités envisagées et leurs besoins en surface. Cette phase est également l'occasion d'examiner les acteurs en présence et leurs intérêts propres.
L'étape-clé de cette phase « préopérationnelle » est l'étude de la faisabilité, qui se matérialise par une vérification de l'adéquation entre le site et les besoins définis précédemment. Elle comprend plusieurs scénarios afin d'offrir au maître d'ouvrage les différentes possibilités de réalisation. Le calendrier de l'opération ainsi que son coût d'investissement sont également étudiés à ce moment. Par ailleurs, la MICQP indique que « Le thème du montage de l’opération peut également être abordé, car celui-ci est étroitement dépendant de la nature de l’opération et des moyens qui lui sont alloués ».
Cette étape « préopérationnelle » aboutit à « un "préprogramme"  sur  la  base  duquel  la  maîtrise d’ouvrage décidera d’abandonner l’opération ou de basculer en phase opérationnelle (...) ».

### Phase des études «opérationnelles»
Le premier temps de la phase « opérationnelle » est la mise au point du programme. Après un ultime affinement des données du projet, ce document est mis au point avec comme objectifs d'intégrer les exigences techniques, fonctionnelles et opérationnelles du projet. Ce document sera remis à l'équipe de maîtrise d'œuvre et servira de base pour la mise au point du projet lors de toutes les phases définies dans la loi MOP.
Ainsi, d'après la MICQP, le contenu du programme doit « faire le tri entre les exigences, les attentes et les contraintes ; il doit hiérarchiser clairement les données pour que le maître d’œuvre puisse y distinguer l’essentiel, la ligne de force du projet sur laquelle le maître d’ouvrage ne reviendra pas », ce alors même que c'est un document qui a une valeur contractuelle, définissant l'exigence du maître d'ouvrage, jusqu'à la livraison du projet.
À la suite de cela, l'étude de programmation peut se prolonger dans un deuxième temps d'adéquation entre le programme et le projet. Au cours des différentes phases (Esquisse, APS, APD, PRO/DCE), le programmiste vérifie l'adéquation entre le programme et le projet. Cette étape permet également de prendre en compte l'évolution des besoins du maître d'ouvrage au cours du temps. Il est d'ailleurs tout à fait possible de rédiger une version modifiée du programme jusqu'à la validation de l'APD pour entériner ces modifications.

## Le contenu du programme
Le programme immobilier comporte notamment les volets suivants :
- Dossier de site (présentation du contexte physique de l'opération mettant en évidence les potentialités et les contraintes techniques du projet),
- Le rapport d'objectifs du projet (projet médical, capacitaires, nombre d'élèves, nombre de pax, nombre de passages... autant d'informations qui sont essentielles pour le maître d'ouvrage et que le programmiste a traduit en données programmatiques).
- L'expression des besoins en surfaces (tableaux des surfaces utiles détaillées pour chaque espace du projet).
- Les exigences fonctionnelles du projet (accessibilité au site, au bâtiment, distinction des flux, liaisons fonctionnelles... ces exigences sont détaillées dans le programme et illustrées par des schémas fonctionnels).
- Les exigences techniques (à travers un cahier de prescriptions techniques générales : niveau de performances architecturales et techniques, exigences thématiques...)
- Les fiches espaces (les performances spatiales et techniques de chaque espace sont décrites dans une fiche : surface, hauteur sous plafond, points d'eau, prises électriques, attentes pour équipements...)

## Pour en savoir plus
- (fr) Syndicat des programmistes en architecture et en aménagement (SYPAA)
- (fr) Guide à l’attention des maîtres d’ouvrages, pour une approche en "coût global" des constructions publiques, par la Mission interministérielle pour la qualité des constructions publiques (MIQCP)
- (fr) Organisme de qualification des Economistes de la construction et des Programmistes (OPQTECC)